# Mistrzostwa Polski w Kajakarstwie 2012
74. Mistrzostwa Polski seniorów w kajakarstwie – odbyły się w Poznaniu w dniach 17–19 sierpnia 2012, na torze regatowym „Malta”. 

## Medaliści

### Mężczyźni

#### Kanadyjki
| Konkurencja         | Złoto                                                                         | Czas      | Srebro                                                                               | Czas      | Brąz                                                                           | Czas      |
| C-1 200 m           | Andrzej Jezierski (KS Posnania)                                               | 41,247    | Adam Ginter (KS Spójnia Warszawa)                                                    | 41,987    | Michał Kudła (KS Posnania)                                                     | 42,811    |
| C-1 500 m           | Marcin Grzybowski (KS Posnania)                                               | 1:51,174  | Piotr Kuleta (WKS Zawisza Bydgoszcz)                                                 | 1:52,454  | Michał Kudła (KS Posnania)                                                     | 1:52,566  |
| C-1 1000 m          | Marcin Grzybowski (KS Posnania)                                               | 4:03,808  | Piotr Kuleta (WKS Zawisza Bydgoszcz)                                                 | 4:05,164  | Tomasz Kaczor (KS warta Poznań)                                                | 4:06,560  |
| C-1 5000 m          | Marcin Grzybowski (KS Posnania)                                               | 22:59,575 | Mateusz Kamiński (OSKW Olsztyn)                                                      | 23:21,539 | Bartosz Dubiak (KS Warta Poznań)                                               | 24:04,723 |
| C-1 4 × 200 m relay | KS Posnania Andrzej Jezierski Marcin Grzybowski Mariusz Kruk Piotr Polak      | 2:56,562  | AZS-AWF Gorzów Wlkp. Roman Rynkiewicz Jakub Koźbiał Michał Hertel Łukasz Woszczyński | 2:59,658  | AZS AWF Poznań Tomasz Pośpiech Daniel Pośpiech Dawid Czernik Mariusz Ruczyński | 3:01,442  |
| C-2 200 m           | Marcin Grzybowski Mariusz Kruk (KS Posnania)                                  | 38,525    | Mariusz Ruczyński Daniel Pośpiech (AZS AWF Poznań)                                   | 39,025    | Łukasz Woszczyński Roman Rynkiewicz (AZS-AWF Gorzów Wlkp.)                     | 39,073    |
| C-2 500 m           | Łukasz Woszczyński Roman Rynkiewicz (AZS-AWF Gorzów Wlkp.)                    | 1:42,956  | Andrzej Jezierski Mariusz Kruk (KS Posnania)                                         | 1:44,324  | Michał Hertel Jakub Koźbiał (AZS-AWF Gorzów Wlkp.)                             | 1:45,028  |
| C-2 1000 m          | Marcin Grzybowski Mariusz Kruk (KS Posnania)                                  | 3:47,897  | Łukasz Woszczyński Roman Rynkiewicz (AZS-AWF Gorzów Wlkp.)                           | 3:50,729  | Arkadiusz Toński Mateusz Kamiński (OKSW Olsztyn)                               | 3:51,617  |
| C-4 1000 m          | KS Posnania Mariusz Kruk Marcin Grzybowski Szymon Kosteński Andrzej Jezierski | 3:26,619  | AZS-AWF Gorzów Wlkp. Michał Hertel Jakub Koźbiał Łukasz Woszczyński Roman Rynkiewicz | 3:31,735  | AZS AWF Poznań Mariusz Ruczyński Tomasz Pośpiech Marcin Szybaj Daniel Pośpiech | 3:34,719  |

#### Kajaki
| Konkurencja         | Złoto                                                                                      | Czas     | Srebro                                                                                   | Czas     | Brąz                                                                            | Czas     |
| K-1 200 m           | Dawid Putto (UKS Kopernik Bydgoszcz)                                                       | 35,332   | Denis Ambroziak (KSC Olsztyn)                                                            | 35,392   | Marek Twardowski (Cresovia Białystok)                                           | 35,712   |
| K-1 500 m           | Marek Twardowski (Cresovia Białystok)                                                      | 1:42,062 | Paweł Sierocki (WTS Astoria Bydgoszcz)                                                   | 1:43,434 | Grzegorz Polaczyk (WKS Zawisza Bydgoszcz)                                       | 1:43,842 |
| K-1 1000 m          | Tomasz Olszewski (KS Posnania)                                                             | 3:36,581 | Rafał Rosolski (KS Admira Gorzów Wlkp.)                                                  | 3:37,545 | Rafał Maroń (WKS Zawisza Bydgoszcz)                                             | 3:39,921 |
| K-1 5000 m          | Tomasz Olszewski (KS Posnania)                                                             |          | Arkadiusz Krajewski (KS Admira Gorzów Wlkp.)                                             |          | Rafał Maroń (WKS Zawisza Bydgoszcz)                                             |          |
| K-1 4 × 200 m relay | WKS Zawisza Bydgoszcz Paweł Szandrach Sebastian Szypuła Piotr Mazur Wojciech Pietrzak      | 2:33,448 | KSC Olsztyn Krzysztof Wroniewicz Denis Ambroziak Tomasz Mendelski Dustin Łuniewski       | 2:35,848 | AZS-AWF Gorzów Wlkp. Marcin Nickowski Grzegorz Błęka Jakub Cebula Adam Bilewicz | 2:42,836 |
| K-2 200 m           | Marcin Nickowski Grzegorz Błęka (AZS-AWF Gorzów Wlkp.)                                     | 33,255   | Sebastian Szypuła Piotr Mazur (WKS Zawisza Bydgoszcz)                                    | 33,267   | Grzegorz Bierzało Michał Chwaja (KKW 1929 Kraków)                               | 34,439   |
| K-2 500 m           | Marcin Nickowski Grzegorz Błęka (AZS-AWF Gorzów Wlkp.)                                     | 1:30,333 | Mariusz Kujawski Paweł Szandrach (WKS Zawisza Bydgoszcz)                                 | 1:30,585 | Łukasz Jędrzejczak Tomasz Olszewski (KS Posnania)                               | 1:32,309 |
| K-2 1000 m          | Mariusz Kujawski Paweł Szandrach (WKS Zawisza Bydgoszcz)                                   | 3:18,528 | Paweł Florczak Wojciech Pannellier (UKS Dojlidy Białystok)                               | 3:18,824 | Rafał Rosolski Arkadiusz Krajewski (KS Admira Gorzów Wlkp.)                     | 3:20,584 |
| K-4 1000 m          | WKS Zawisza Bydgoszcz Paweł Szandrach Sebastian Szypuła Martin Brzeziński Mariusz Kujawski | 3:01,210 | KS Admira Gorzów Wlkp. Rafał Rosolski Arkadiusz Krajewski Kamil Szostak Jacek Skowroński | 3:02,154 | AZS-AWF Gorzów Wlkp. Marcin Nickowski Grzegorz Błęka Jakub Cebula Adam Bilewicz | 3:06,350 |

### Kobiety

#### Kajaki
| Konkurencja         | Złoto                                                                                    | Czas      | Srebro                                                                                  | Czas      | Brąz                                                                           | Czas      |
| K-1 200 m           | Marta Walczykiewicz (KTW Kalisz)                                                         | 39,947    | Karolina Naja (AZS-AWF Gorzów Wlkp.)                                                    | 40,235    | Aneta Konieczna (KS Warta Poznań)                                              | 41,531    |
| K-1 500 m           | Aneta Konieczna (KS Warta Poznań)                                                        | 1:53,919  | Edyta Dzieniszewska (AKS Sparta Augustów)                                               | 1:54,663  | Emilia Cywińska (KS Warta Poznań)                                              | 1:57,723  |
| K-1 1000 m          | Edyta Dzieniszewska (AKS Sparta Augustów)                                                | 4:10,322  | Paulina Wiewióra (AZS-AWF Gorzów Wlkp.)                                                 | 4:12,126  | Małgorzata Wardowicz (KS Posnania)                                             | 4:13,250  |
| K-1 5000 m          | Agnieszka Kowalczyk (AZS AWF Gorzów Wlkp.)                                               | 23:11,763 | Edyta Dzieniszewska (AKS Sparta Augustów)                                               | 23:16,163 | Karolina Pielin (KS Posnania)                                                  | 23:27,931 |
| K-1 4 × 200 m relay | AZS-AWF Gorzów Wlkp. Karolina Naja Agnieszka Kowalczyk Paulina Wiewióra Klaudia Szewczyk | 2:57,725  | KS Warta Poznań Aneta Konieczna Ewelina Wojnarowska Emilia Cywińska Patrycja Horodyńska | 3:00,677  | WKS Zawisza Bydgoszcz Marta Tracz Sara Jasińska Joanna Bruska Aleksandra Górna | 3:06,333  |
| K-2 200 m           | Paulina Wiewióra Agnieszka Kowalczyk (AZ-AWF Gorzów Wlkp.)                               | 38,269    | Aneta Konieczna Ewelina Wojnarowska (KS Warta Poznań)                                   | 38,761    | Marta Waczykilewicz Klaudia Kujawa (WKS Zawisza Bydgoszcz)                     | 39,009    |
| K-2 500 m           | Karolina Naja Agnieszka Kowalczyk (AZS-AWF Gorzów Wlkp.)                                 | 1:42,805  | Ewelina Wojnarowska Aneta Konieczna (KS Warta Poznań)                                   | 1:44,885  | Beata Mikołajczyk Klaudia Prill (UKS Kopernik Bydgoszcz)                       | 1:45,081  |
| K-2 1000 m          | Paulina Wiewióra Agnieszka Kowalczyk (AZS-AWF Gorzów Wlkp.)                              | 3:45,871  | Magdalena Krukowska Sandra Skowrońska (UKS Dojlidy Białystok)                           | 3:49,447  | Beata Mikołajczyk Klaudia Prill (UKS Kopernik Bydgoszcz)                       | 3:50,551  |
| K-4 500 m           | AZS-AF Gorzów Wlkp. Karolina Naja Agnieszka Kowalczyk Paulina Wiewióra Klaudia Szewczyk  | 1:35,714  | KS Warta Poznań Aneta Konieczna Ewelina Wojnarowska Emilia Cywińska Patrycja Horodyńska | 1:37,714  | WKS Zawisza Bydgoszcz Marta Tracz Sara Jasińska Joanna Bruska Aleksandra Górna | 1:38,810  |

#### Kanadyjki
| Konkurencja | Złoto                                              | Czas   | Srebro                    | Czas   | Brąz                           | Czas   |
| C-1 200 m   | Dorota Kozakiewicz (UKS Koszałek Opałek Węgorzewo) | 52,148 | Magda Stanny (MOSM Tychy) | 55,440 | Maja Madziewicz (OKSW Olsztyn) | 56,756 |